# Юлыновка

Юлыновка — река в России, протекает в Княгининском районе Нижегородской области. Устье реки находится в 152 км по левому берегу реки Урга. Длина реки составляет 17 км, площадь бассейна - 77,4 км².
Река берёт начало в 11 км к юго-востоку от города Княгинино. Река течёт на восток, протекает село Белка и деревни Сосновка и Колковицы. Впадает в Ургу ниже последней.

## Данные водного реестра
По данным государственного водного реестра России относится к Верхневолжскому бассейновому округу, водохозяйственный участок реки — Сура от устья реки Алатырь и до устья, речной подбассейн реки — Сура. Речной бассейн реки — (Верхняя) Волга до Куйбышевского водохранилища (без бассейна Оки).
По данным геоинформационной системы водохозяйственного районирования территории РФ, подготовленной Федеральным агентством водных ресурсов:
- Код водного объекта в государственном водном реестре — 08010500412110000040162
- Код по гидрологической изученности (ГИ) — 110004016
- Код бассейна — 08.01.05.004
- Номер тома по ГИ — 10
- Выпуск по ГИ — 0